# Nezikin
Nezikin (hebrejsko נזיקין‬ Nezikin, Škode) ali Seder Nezikin (סדר נזיקין‬, Red škod) je četrti del (red) Mišne, Tosefte in Talmuda. Obravnava predvsem kriminalna dejanja, civilno pravo in judovsko sodstvo.
Nezikin vsebuje deset delov oziroma  razprav:
1. Bava Kama (בבא קמא‬, Prva vrata) obravnava civilne zadeve, predvsem škode in  odškodnine. 10 poglavij.
2. Bava Mecia (בבא מציעא‬, Srednja vrata) obravnava civilne zadeve, predvsem kazniva dejanja in lastniško pravo. 10 poglavij.
3. Bava Batra (בבא בתרא‬, Zadnja vrata) obravnava civilne zadeve,  predvsem lastništvo zemlje. 10 poglavij.
4. Sanhedrin (סנהדרין‬, Sanhedrin, Visoko sodišče (svet)) se ukvarja s pravili sodnih procedur v Sanhedrinu, smrtno kaznijo in drugimi kriminalnimi dejanji. 11 poglavij.
5. Makkot (מכות‬, Bičanje) se ukvarja s tajnimi pričami, zavetišči in kaznimi z bičanjem. 3 poglavja.
6. Ševu'ot (שבועות‬, Prisege) se ukvarja z raznimi vrstami priseg in njihovimi posledicami. 8 poglavij.
7. Edujot (עדויות‬, Pričevanje) predstavi študije primerov pravnih sporov in razna pričevanja, ki prikazujejo različne modrece in načela halahe. 8 poglavij.
8. Avoda Zara (עבודה זרה‬, Tuja molitev) obravnava zakone, ki urejajo vzajemne odnose med Judi in pogani in/ali malikovalci (z judovskega stališča). 5 poglavij.
9. Avot (אבות‬, Očetje) je zbirka najbolj priljubljenih etičnih načel judovskih modrecev.  6 poglavij.
10. Horajot (הוריות‬, Odločitve) govori o grehih, ki so posledica napačnih odločitev (Sanhedrina, kralja, svečenikov). 3 poglavja.

Prve tri razprave so bile sprva združene v eno samo, zelo dolgo razpravo.  Ker je bila zgolj velika zbirka civilnega prava, se je imenovala preprosto Masseket Nezikin (Razprava o škodah). 
Tradicionalna ureditev Nezikina sledi naslednjim načelom: začne se s civilnim pravom (tri razprave), ki se šteje za temelj pravičnosti v judovski družbi. Logično nadaljevanje je Sanhedrin, ki obravnava kazensko pravo. Naslednje poglavje je Makkot, saj obravnava  nadaljevanje kazenskih postopkov v Sanhedrinu. Sledita Ševuot, ki obravnava splošne teme in Makkot, ki govori o lažnem pričanju. Po opisu glavnih točk civilnega in kazenskega prava sledi  Edujot, ki vsebino spravi v  halahični okvir. Obravnavam škod v družbi sledi Avoda Zara, ki pojasnjuje, kakšno obnašanje povzroča škodo  vesoljnemu svetu. Avot je naslednji morda kot nasprotje  negativnosti zakonov Avoda Zare in zato, da poveže maksime modrecev, katerih bistven vidik učenja je bilo nasprotovanje malikovanju. Zadnja razprava, Horajot, spusti vzvišene razprave na bolj ponižno raven, ki poudarja, da lahko tudi modreci in  battei din  (rabinsko sodišče) delajo napake. 
Gemare  za razprave v Nezikinu so v Jeruzalemskem in Babilonskem  Talmudu. Izjemi sta razpravi Edujot in Avot, ki nista povezani z zakonodajo in se kot taki ne vklapljata v sistem analiz, kakršne so v Gemari.

## Vira
- Nezikin: On derecho civil con un fondo ético.
- Mishnah, Jewish Encyclopedia, New York, 1906.